# Đường hành hương Santiago de Compostela
Đường hành hương Santiago de Compostela còn gọi là Con đường của Thánh Giacôbê, đường Santiago kéo dài từ biên giới với Pháp - Tây Ban Nha đến thành phố Santiago de Compostela. Con đường hành hương có đến 1.800 tòa nhà, nhà thờ, công trình lịch sử, là minh chứng về tôn giáo, sự phát triển của Kitô giáo, đồng thời nó cũng đóng vai trò quan trọng trong việc trao đổi văn hóa tín ngưỡng giữa bán đảo Iberia với các nơi khác ở châu Âu thời Trung cổ.
Ngoài giá trị lịch sử và tôn giáo, nơi đây cũng là đại diện cho sự phát triển của nghệ thuật kiến trúc châu Âu trong nhiều thế kỷ. Các di sản kiến trúc đại diện cho sự ra đời của trường phái nghệ thuật Romanesque, các nhà thờ theo phong cách Gothic và chuỗi các tu viện.
Con đường hành hương có nhiều tuyến đường đi khác nhau, nhưng tất cả đều hướng về phía Nhà thờ chính tòa Santiago de Compostela, nơi được cho là có ngôi mộ của Thánh Giacôbê, con của Zêbêđê (tiếng Tây Ban Nha là Santiago). Ngôi mộ được cho là có từ thế kỷ thứ 7, nhưng phải đến thế kỷ 9, người ta mới biết được vị trí chính xác của ngôi mộ ở Compostela. Sau đó, sự nổi tiếng của ngôi mộ này được nhanh chóng lan rộng ra khắp châu Âu, người ta bắt đầu hành hương về Santiago de Compostela ngay từ thế kỷ 10.
Có hai tuyến đường để hành hương về Santiago de Compostela từ Pháp, đó là con đường từ Roncesvalles và Canfranc, sau khi đi vào lãnh thổ của Tây Ban Nha, chúng hợp nhất với nhau ở Pamplona trước khi đi qua thị trấn Puente La Reina thuộc khu tự trị Navarra. Tổng cộng con đường đi qua 5 khu vực tự trị, 166 thị trấn và làng mạc với 1.800 công trình lịch sử của 107 địa điểm.
Năm 1987, con đường đã trở thành con đường hành trình văn hóa của châu Âu, và mỗi năm có hàng ngàn người đã đi bộ, xe đạp để hành hương, tham quan con đường lịch sử này.
Di sản thế giới con đường hành hương Santiago de Compostela bao gồm 1.800 công trình thuộc 107 địa điểm là các nhà thờ, lâu đài, tu viện, cầu, cảng biển và nhiều công sự khác..Các công trình trên con đường hành hương về Santiago de Compostela được chia thành:
| - Camino Francés - Camino de Fisterra - Muxía - Camino del Sudeste - Vía de la Plata - Camino Portugués - Camino Inglés | - Camino Primitivo - Camino del Norte - Ruta del Mar de Arousa y Río Ulla - Camino de Invierno - Camino Portugués por la Costa |

## Hình ảnh

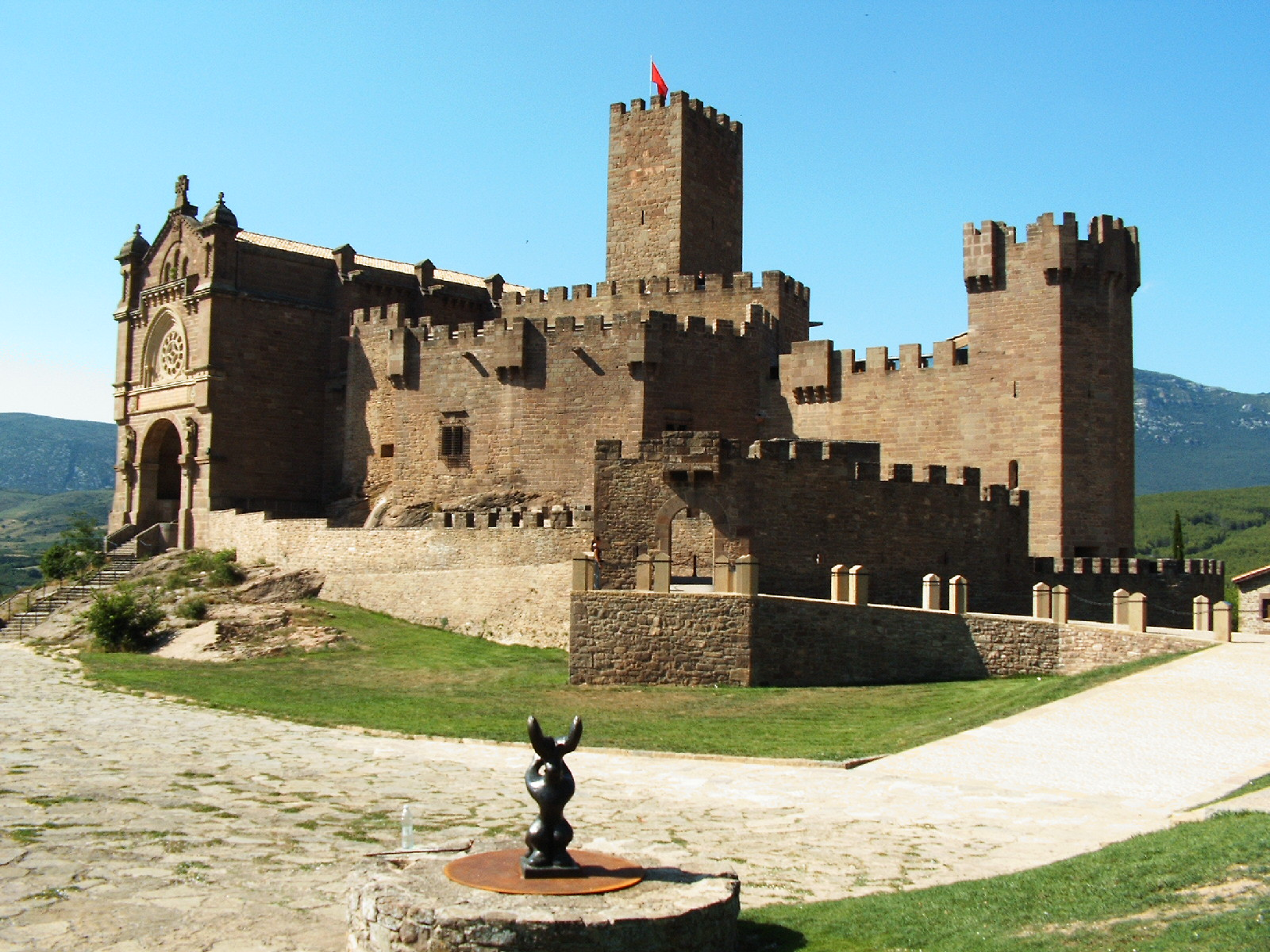
Castillo de Javier
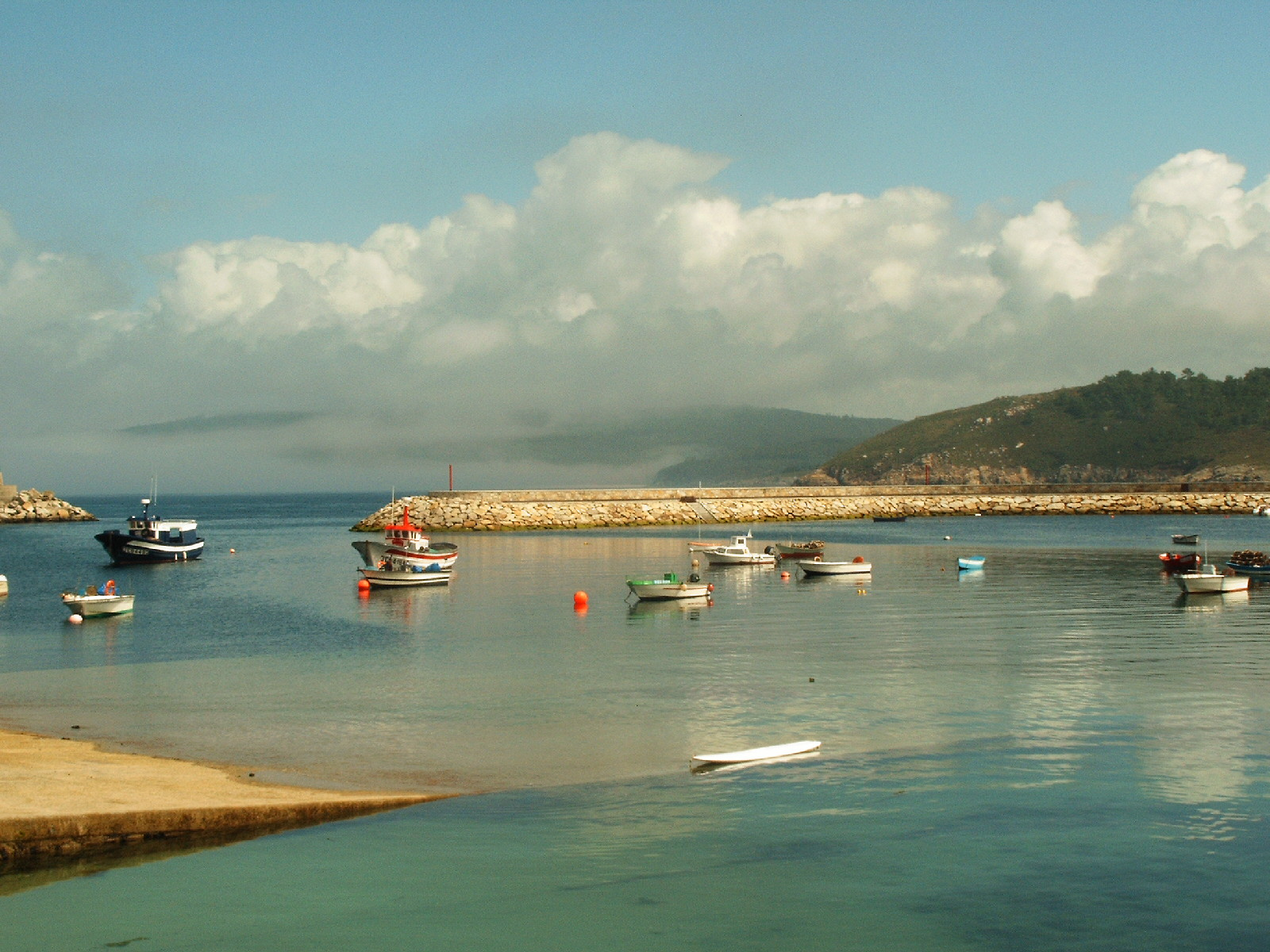
Cảng biển Muxía
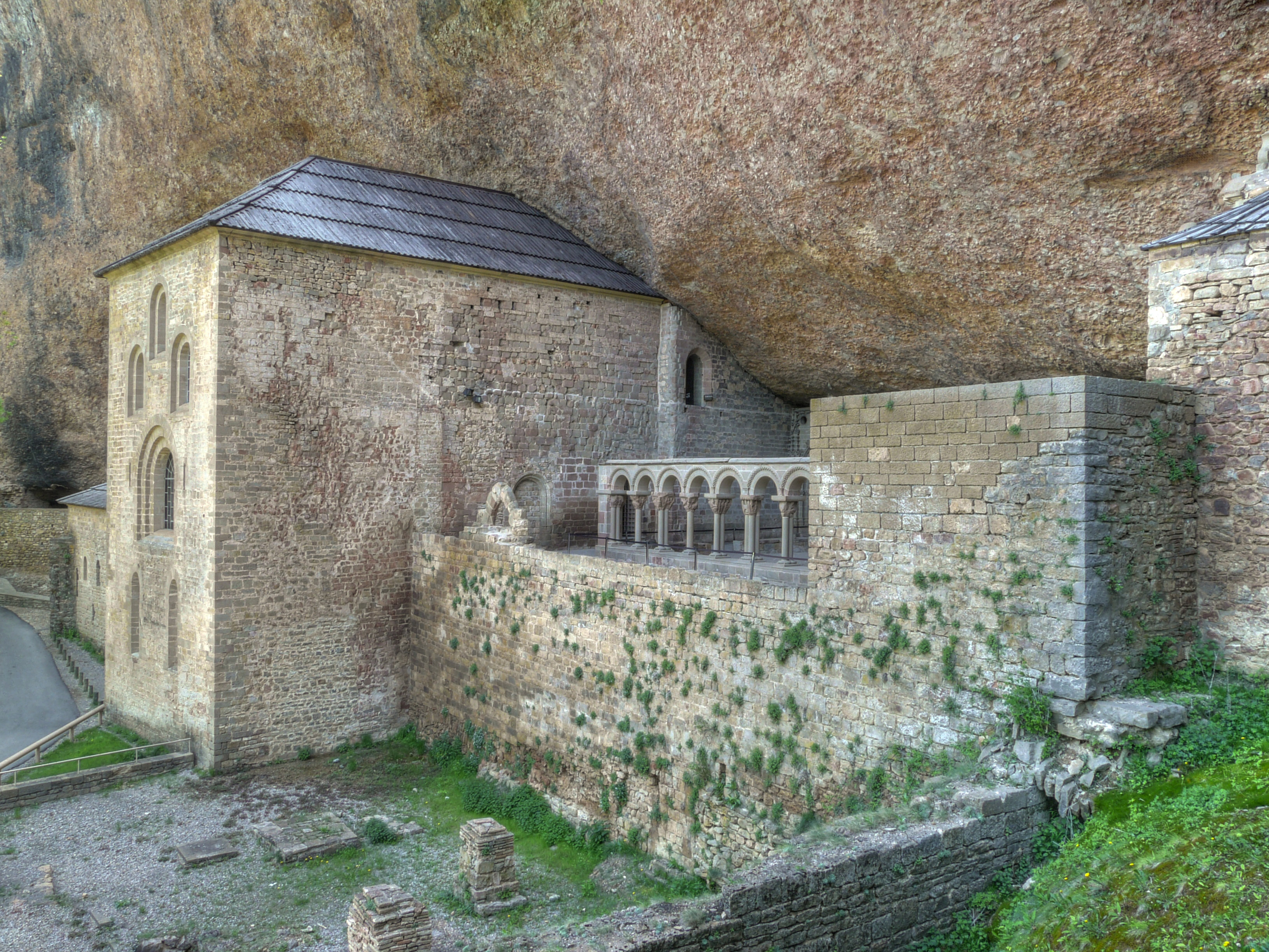
Tu viện San Juan de la Penna
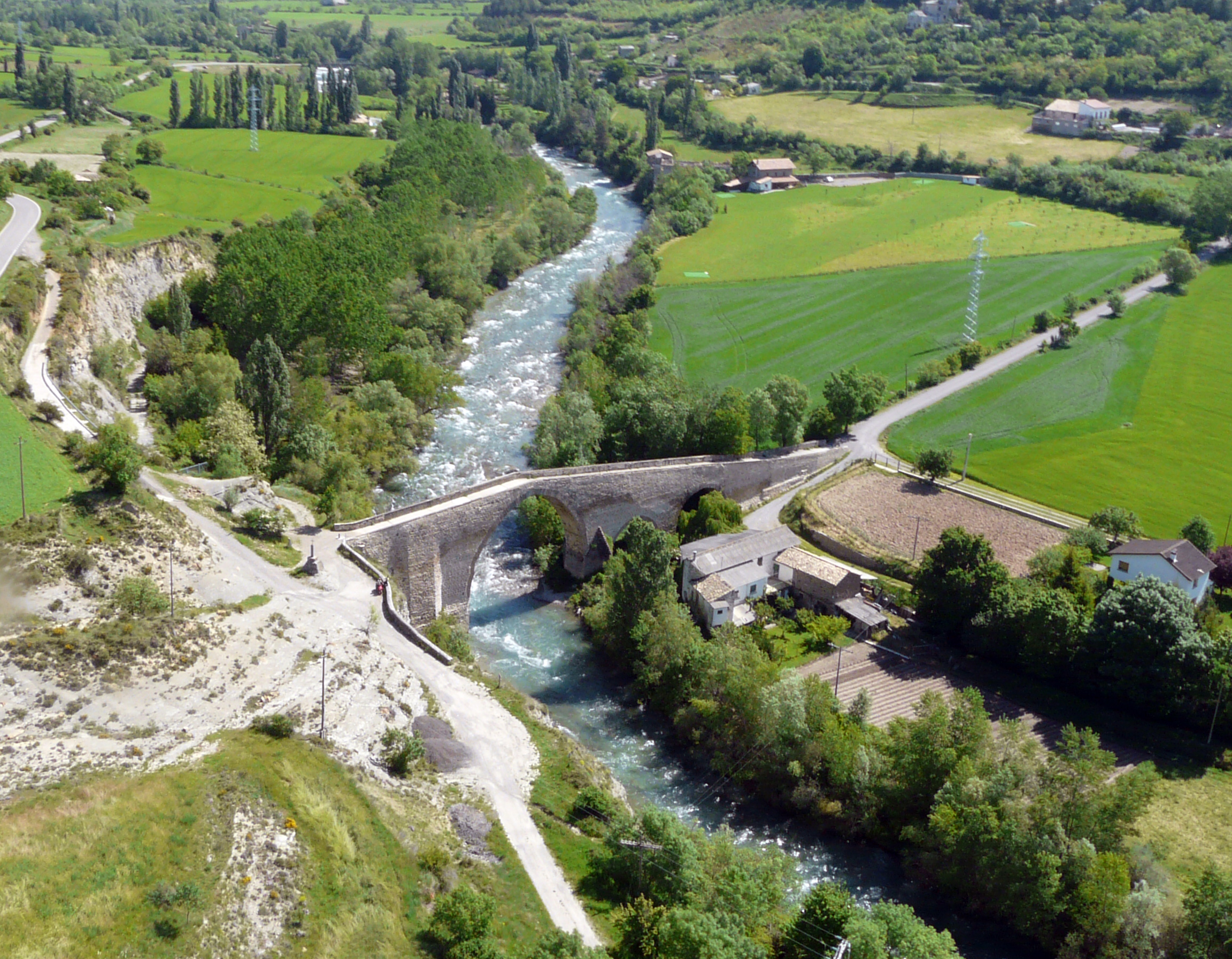
Cầu San Miguel de Jaca
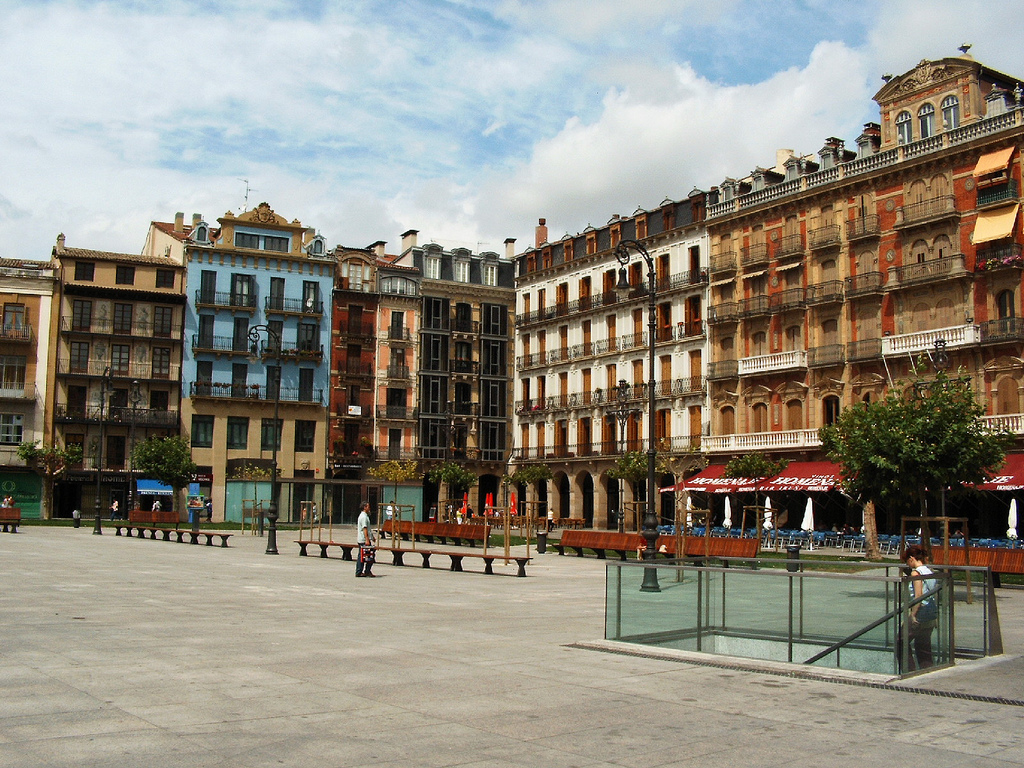
Pamplona
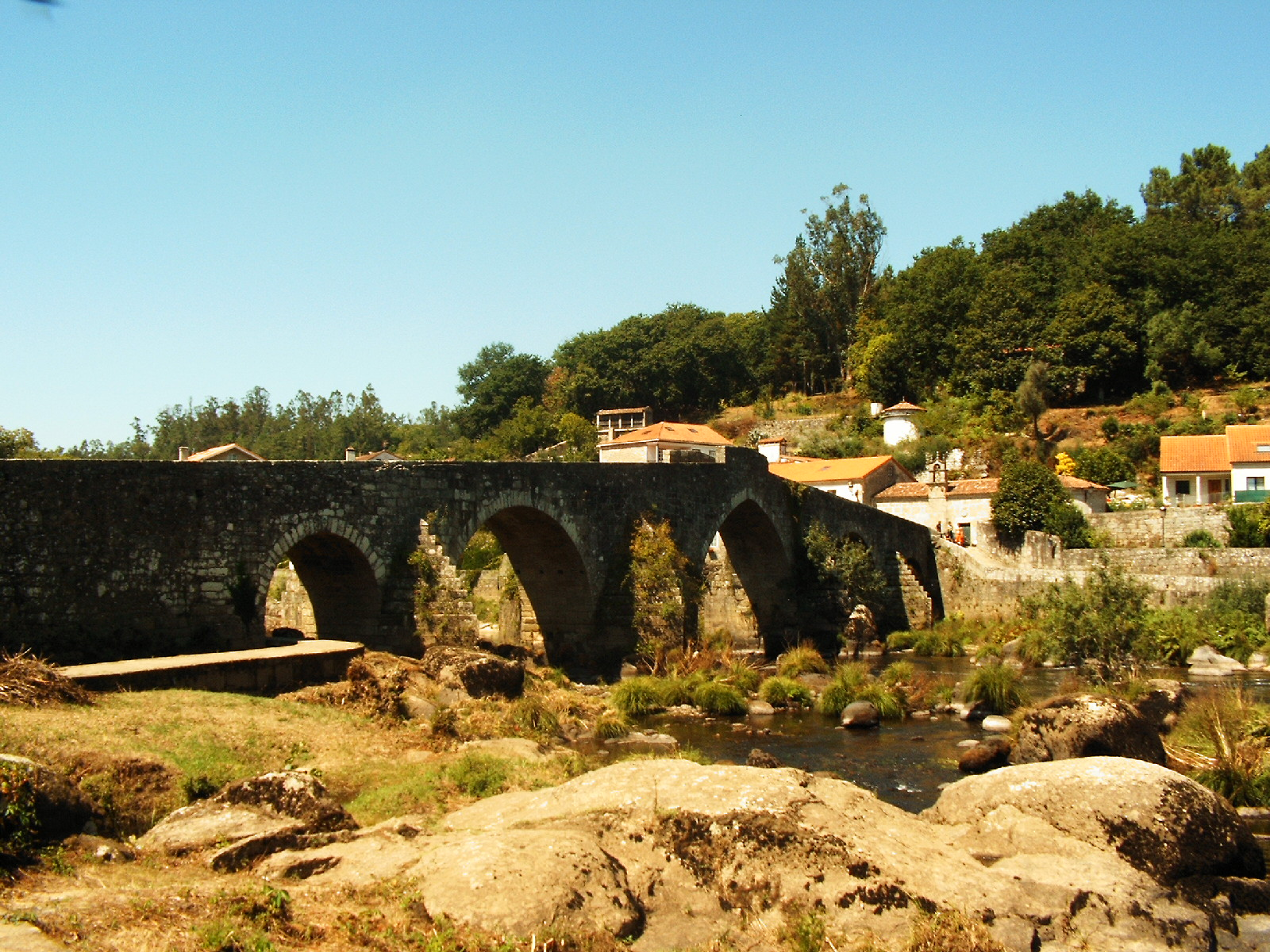
Ponte Maceira
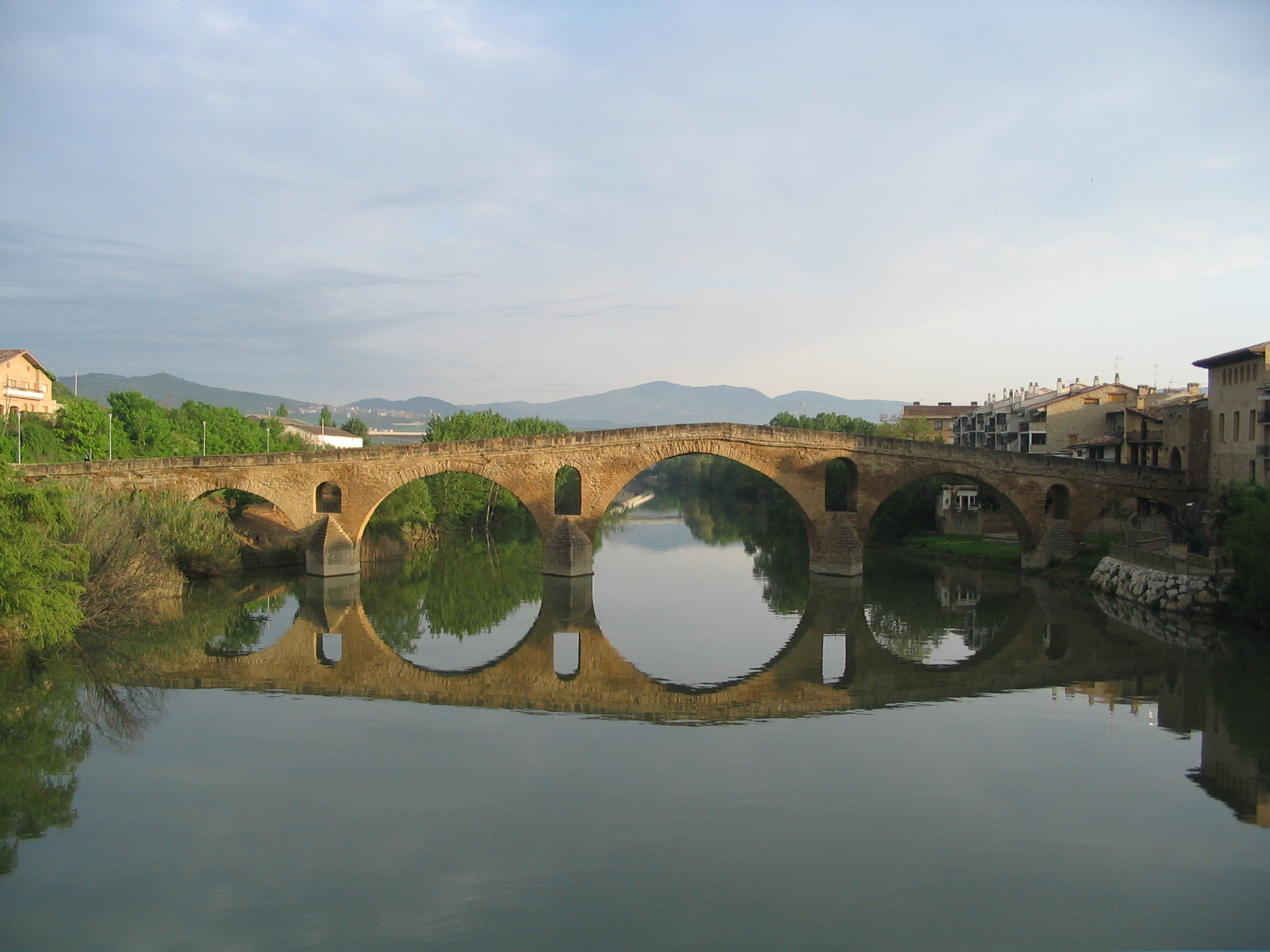
Cầu Puente La Reina
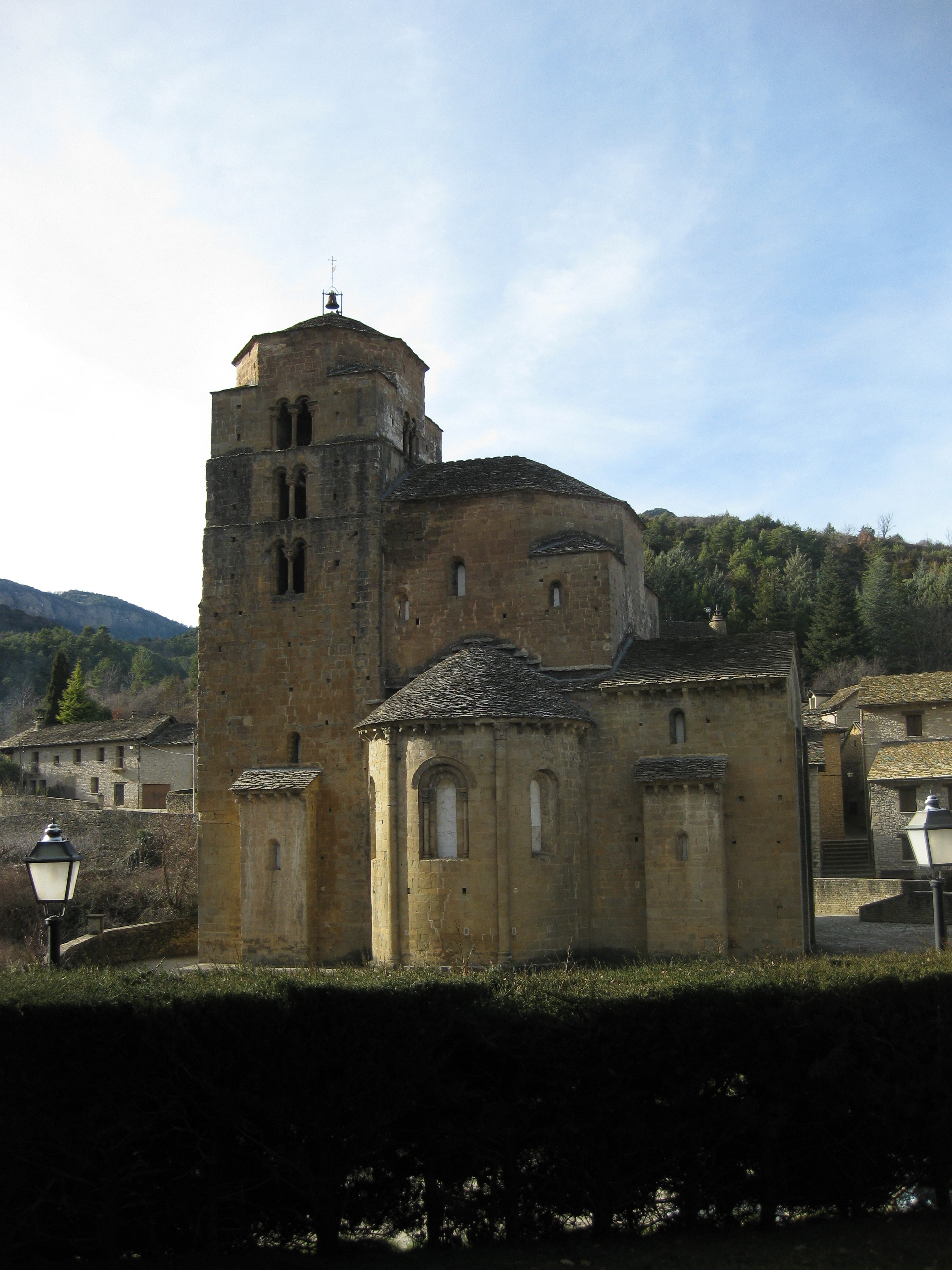
Santa María Santa Cruz
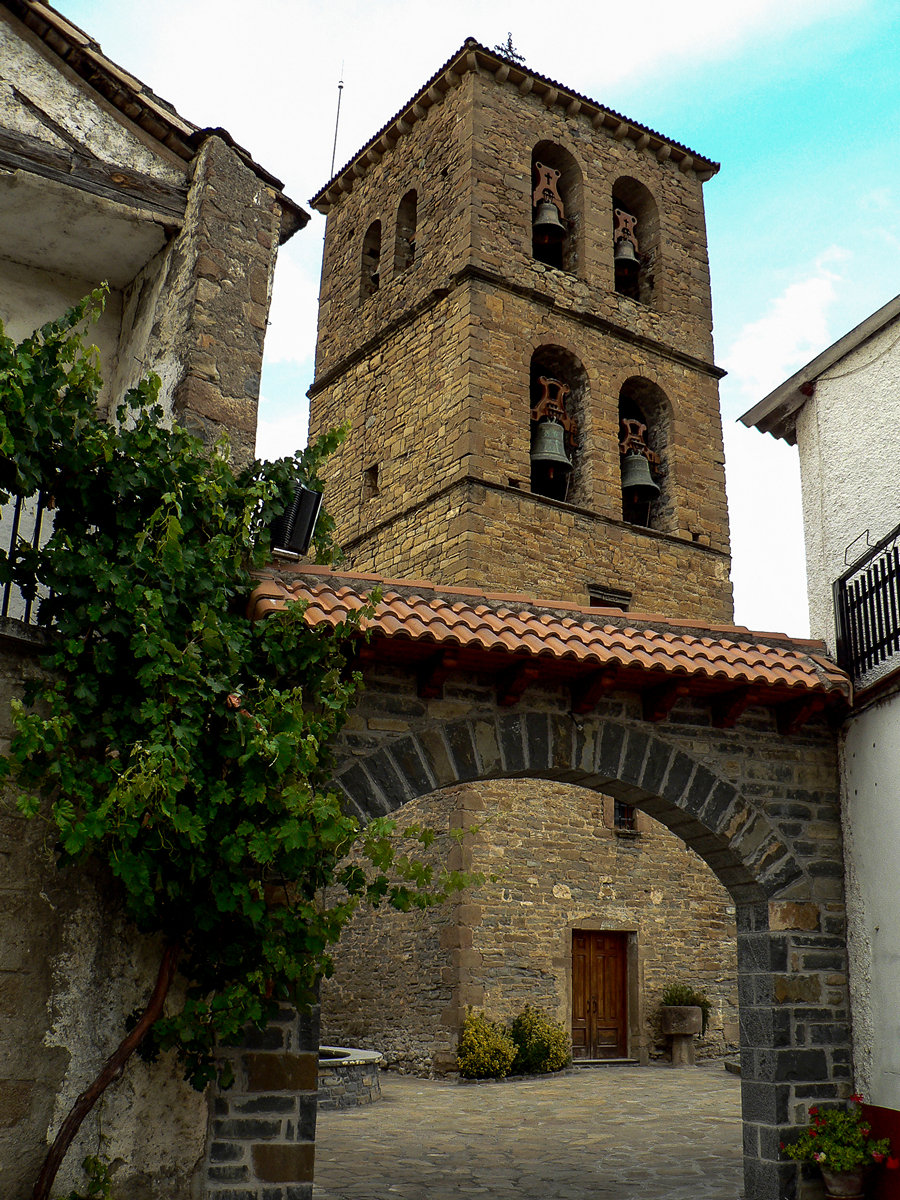
Santa Cilia de Jaca